# 岐阜県福祉友愛アリーナ
岐阜県福祉友愛アリーナ（ぎふけんふくしゆうあいアリーナ）は、岐阜県岐阜市にある岐阜県の障害者のためのスポーツ施設である。

## 概要
- 障害者の社会参加の促進、障害者のスポーツの推進を目的とする施設である。施設の1階の一部は岐阜県立岐阜希望が丘特別支援学校の体育館である。
- 2019年（令和元年）5月30日に竣工式を行い、同年6月1日に開館[1][2]。
- 指定管理者制度を導入しており、一般社団法人岐阜県障害者スポーツ協会が管理運営する[3]。
- 障害者及び障害者団体の利用は無料である（障害の無い者も利用可能だが有料）。

## 施設概況
1階
- サウンドテーブルテニス室　※会議室としての使用も可能
- 岐阜県立岐阜希望が丘特別支援学校体育館
- 更衣室（男・女・家族）
- シャワールーム（男・女・家族）

2階
- アリーナ
  - バスケットボール1面、バレーボール1面、バドミントン3面、ボッチャ2面、シッティングバレーボール2面の利用が可能

※2階のアリーナは、上記以外の障害者スポーツ（フライングディスク、ゴールボール、電動車椅子サッカーなど）でも利用が可能。

## 交通アクセス

### 公共交通機関
- 岐阜バス 「メモリアル正門前」バス停より徒歩約10分
- 岐阜市コミュニティバス
  - さんさんバス（常磐・鷺山・長良西地区）「ぎふ清流福祉エリア」バス停より徒歩すぐ
  - にっこりバス（日光地区）「早田小学校」バス停より徒歩約5分

## ぎふ清流福祉エリア
岐阜県は鷺山、早田地区周辺を「ぎふ清流福祉エリア」と名付け、福祉、医療、教育、文化芸術、スポーツ及び就労支援が一体となった県の障がい者支援の拠点として施設の整備を行った。以下の10施設が該当する。
- 岐阜県立希望が丘こども医療福祉センター
- 岐阜県立岐阜希望が丘特別支援学校
- 岐阜県障がい者総合相談センター
- 岐阜県福祉友愛アリーナ
- 岐阜県福祉友愛プール
- 中央子ども相談センター
- 岐阜県福祉事業団清流園
- ぎふ清流文化プラザ
- 岐阜県障がい者総合就労支援センター
- ぎふ木遊館